# Hermelin (Heraldik)
Hermelin ist eine Tinktur in der Heraldik. Dargestellt wird hiermit in stilisierter Weise das Pelzwerk des gleichnamigen Tieres.

## Beispiele

Stilisiertes Hermelin im Wappen von Agdenes
Hermeline im Schildhaupt und auf dem Rahsegel (Nantes)
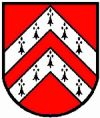
Zwei Hermelinsparren (Eppenstein AT)
Rauten aus Hermelin (Hofkirchen b.H. AT)
Roter Turnierkragen auf Hermelin (Bretagne)

## Merkmale
Dargestellt wird es in Form von kleinen, reihenweise angeordneten schwarzen Kreuzchen auf weißem (silbernem) Grund. Das nimmt darauf Bezug, dass im weißen Hermelinpelz die kleinen schwarzen Schwanzspitzen verteilt liegen (Hermelinschwänze). Damit unterscheidet es sich vom Feh, bei dem die verschiedenen Felder jeweils ähnlich groß sind.

## Ursprünge
Der Ursprung von Hermelin als Tinktur wird im benagelten Wappenschild mit echten Fellen in der Frühzeit der Heraldik gesehen. Diese Form war Wappenbildersatz. So dokumentiert die Literatur, dass der Minnesänger Ulrich von Liechtenstein einen derartig überzogenen Schild führte; datiert um 1200/1275 oder 1276.

## Verbreitung
Hermelin findet sich insbesondere in englischen Wappen. Seine Verbreitung entspricht dort in etwa der der Lilien in französischen Wappen. Dabei gehört die Lilie zu den gemeinen Figuren. In der Verwendung als „Pelzwerk“ wird dann auch von Lilienhermelin gesprochen.

## Blasonierung
Als Hermelin im eigentlichen Sinn werden schwarze „Schwänzchen“ auf weißem Hintergrund blasoniert. Für die inverse Darstellung hat sich die Bezeichnung Gegenhermelin etabliert. Bei einem gelben Hintergrund wird von Goldhermelin gesprochen. Auch hierzu existiert eine Gegenhermelin-Variante. Die englische Bezeichnung hierfür ist pean und bedeutet eigentlich Lob-, oder Triumphgesang. Wie alle Tinkturen kommt Hermelin  sowohl als Grundfarbe, als auch als Farbe von Heroldsbildern vor. So ist der mit dem Hermelin besetzte Balken ein Hermelinbalken. Auch ist das mit dem Pelzwerk besetzte Kreuz, wenn auch selten, in der Heraldik als Hermelinkreuz im Gebrauch.

Hermelin
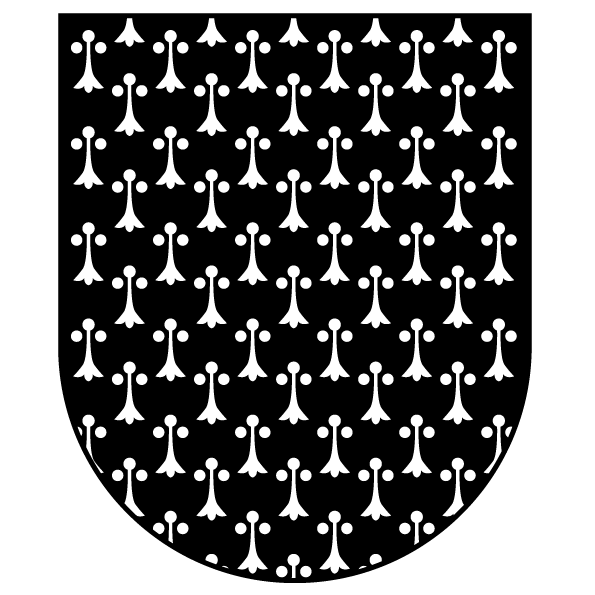
Gegenhermelin
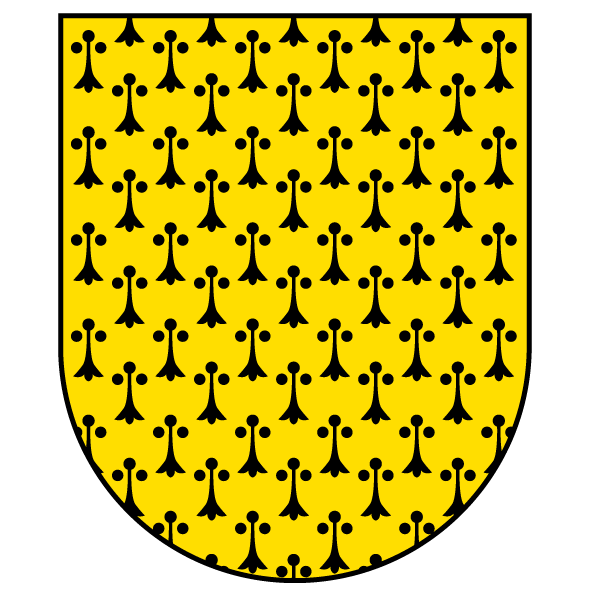
Goldhermelin
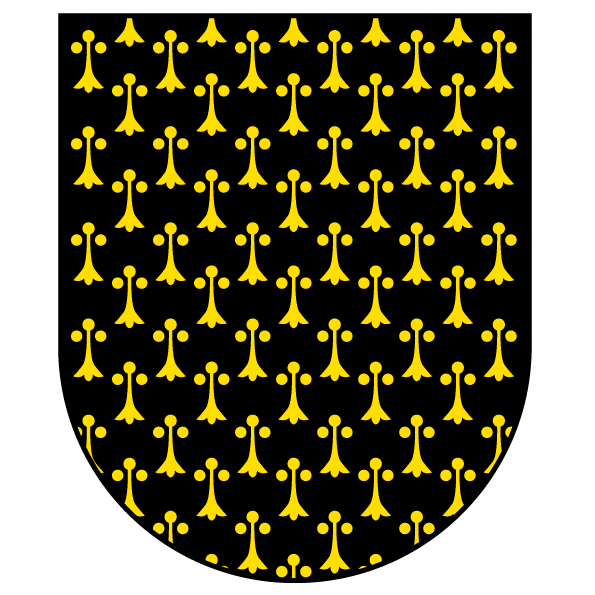
Gegenhermelin in Gold
Lilienhermelin

## Weitere Formen
Neben der Tinktur findet sich in stilisierter Form auch das Tier selbst als Wappentier und zählt damit zu den gemeinen Figuren. Aber auch eine weitere stilisierte Form des Fellbesatzes findet sich dort, wo ein Hut, oder eine Rangkrone im Schild oder im Oberwappen abgebildet ist.
Es gibt auch Wappendarstellungen, bei denen auf dem Kürsch kleine Hermelinschwänzchen angeordnet sind. Das ist dann ein Hermelinkürsch. Im Besonderen kann das stilisierte Hermelinschwänzchen auch als gemeine Figur angesehen werden. Dabei sind mehrere Schwänzchen im Schild, ohne den Schildrand zu berühren oder von diesem geschnitten zu werden.

als Wappentier (Österbotten)
als Wappentier (Nordösterbotten FI)
im Oberwappen (Provinz Limburg)
Hermelinbesetzter Stulphut (Schmiechen)
Herzogskrone mit Hermelinstulp (Epfendorf)
In Kürsch ein Pfahl mit drei Hermelinschwänzen (Bregenz AT)